# Anolis heterodermus
Anolis heterodermus är en ödleart som beskrevs av  Duméril 1851. Anolis heterodermus ingår i släktet anolisar, och familjen Polychrotidae. Inga underarter finns listade i Catalogue of Life.

## Bildgalleri

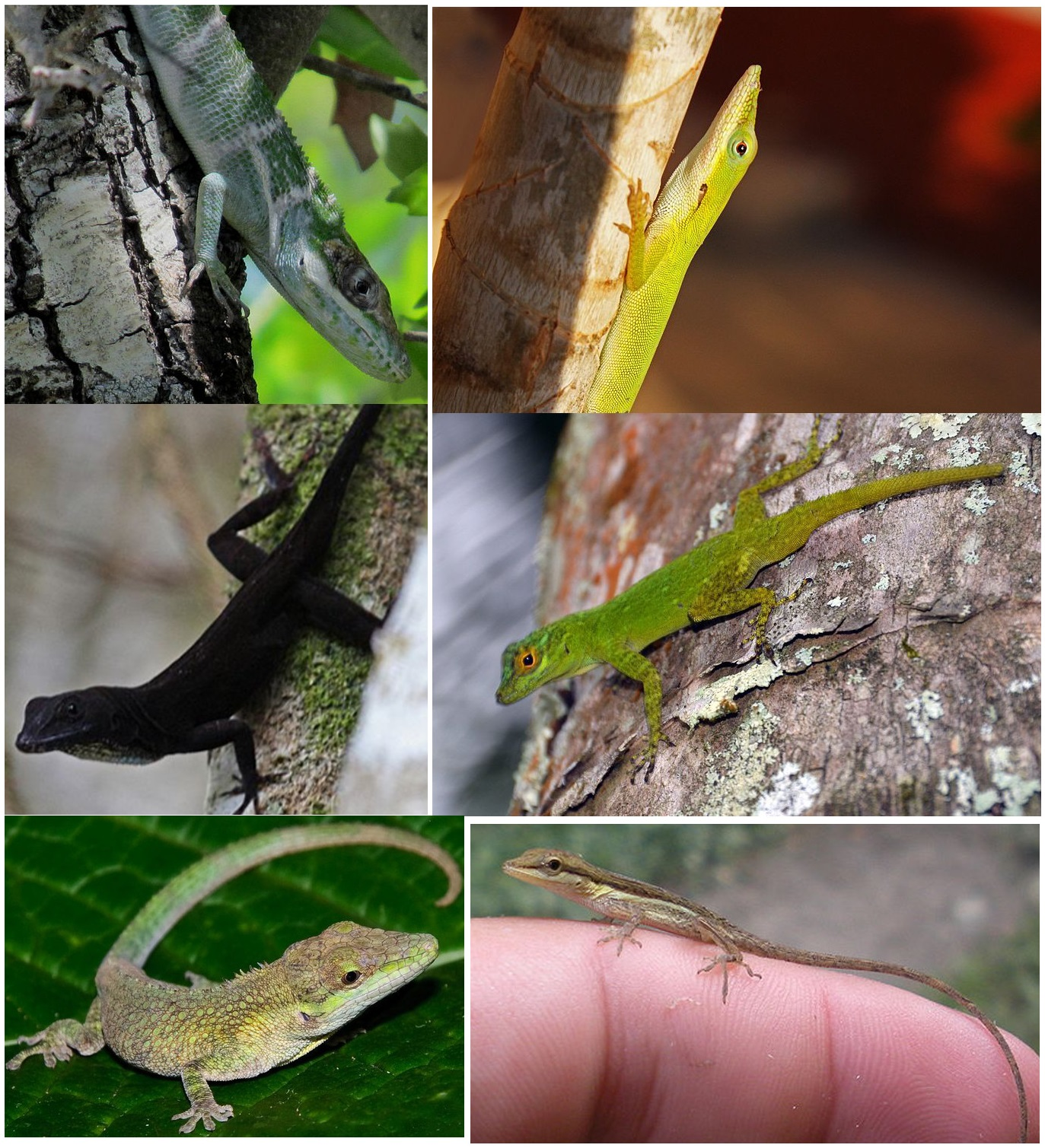